# Helorus striolatus
Helorus striolatus är en stekelart som beskrevs av Cameron 1906. Helorus striolatus ingår i släktet Helorus, och familjen bladluslejonsteklar. Arten är reproducerande i Sverige.